# Need for Speed: Hot Pursuit 2
Need for Speed: Hot Pursuit 2 este un Joc de curse din 2002. Este făcut pentru a șasea generație de console. A fost făcut de Ea Black Box.
Este ultimul din era clasică Need for Speed. A fost premiat ca Cel mai bun joc de curse pentru console.

## Gameplay
Hot Pursuit 2 are moduri de gameplay ca și Need for Speed III: Hot Pursuit. A atras publicul cu mașinile sport pe care le are iar combinația dintre curse prin munți cu mașini sport și urmărirea de poliție.